# Hieracium commersonii
Hieracium commersonii là một loài thực vật có hoa trong họ Cúc. Loài này được Monnier mô tả khoa học đầu tiên năm 1829.